# Einschaltpunkt
Als Einschaltpunkte (EP) bezeichnet man im Vermessungswesen ein engmaschiges Netz von Festpunkten, die eine etwas geringere Genauigkeit haben als ein Trigonometrischer Punkt.
Einschaltpunkte wurden bis etwa 1970 vorwiegend terrestrisch (mit Theodoliten) eingemessen, indem entlang untergeordneter Verkehrswege (Nebenstraßen, Fahrwege usw.) ein Raster von Polygonzügen gelegt wurde. Später ging man aus Gründen der Wirtschaftlichkeit auf die Methode der Luftbild-Fotogrammetrie über. Sie liefert bei mittleren Flughöhen Genauigkeiten von 1 bis 3 Dezimetern, während terrestrisch (mit größerem Aufwand) einige Zentimeter erreichbar sind.
In städtischem Gebiet werden EPs überwiegend vermarkt durch:
- Eisenrohre mit Schutzkappe, spezielle Nägel (in verschiedenen Materialien)
- Bolzen im Boden oder in Mauern
- Gabelpunkte (Doppelmarken an Mauern)
- vereinzelt Steinmarken (z. B. in Grünstreifen)
- vereinzelt Meißelkreuz, Felskreuz.

Im ländlichen Gebiet vor allem:
- Eisenrohre (oft mit Holzpflock zum leichteren Auffinden)
- Steinmarken (in der Art von Grenzsteinen)
- Stangensignale (5 bis 10 cm starkes, 3 bis 5 m hohes Metallrohr mit kontrastreicher Zielmarke)
- vereinzelt Holzpflöcke
- kombinierte Vermarkung mit Höhenbolzen.

Der durchschnittliche Abstand zweier EPs beträgt 200 bis 500 Meter (in Österreich etwa 300 m), doch erübrigt sich heute wegen der zunehmenden Verbreitung von GPS und dGPS die Erstellung neuer EP-Netze.